# (2239) Paracelsus
(2239) Paracelsus ist ein Asteroid des Hauptgürtels, der am 13. September 1978 vom Schweizer Astronomen Paul Wild, vom Observatorium Zimmerwald der Universität Bern aus, entdeckt wurde.
Benannt ist der Asteroid nach dem Arzt, Alchemisten, Astrologen, Mystiker, Laientheologen und Philosophen Paracelsus.